# Dániel András
Dániel András (Budapest, 1966. szeptember 21. – ) magyar grafikus, író, illusztrátor.

## Pályafutása
Dallos Veronika és Kautzky Norbert gyermekeként született. Anyai nagyapja Dallos Sándor író.
1998–2011 között a Figyelő gazdasági hetilap művészeti vezetője volt.
2012. óta jelennek meg egyedi, különleges humorú könyvei, melyeket a legtöbb esetben ő illusztrál.
Igazán ismertté a 2014-ben kezdődött Kufli könyvsorozat tette, amelynek alapján a KEDD Stúdió készít animációs sorozatot. 
Több, mint harminc könyve jelent meg magyarul, egyes műveit kínai, japán, illetve lengyel nyelvre is lefordították.

## Művei
- Matild és Margaréta, avagy boszorkányok a bármi utcából  – Pagony, 2012
- Kicsibácsi és Kicsinéni (meg az Imikém)  – Pozsonyi Pagony, 2013
- Mit keresett Jakab az ágy alatt (és mi történt ott vele?) – Pagony, 2014
- Smorc Angéla nem akar legóba lépni – Pozsonyi Pagony, 2015
- A könyv, amibe bement egy óriás – Betűtészta, 2015
- Kicsibácsi és Kicsinéni (meg az Imikém) visszatér (bár el se ment) – Pagony, 2015
- Utazz bálnabusszal! (Máray Mariannal közösen) – Két Egér, 2017
- És most elmondom, hogyan lifteztem – Pagony, 2017
- A nyúlformájú kutya – Tilos az Á Könyvek, 2018
- Odabent, a frigóban – Tilos az Á Könyvek, 2019
- Nincs itt semmi látnivaló! – Pagony, 2020
- Nyuca – bestiárium (Kollár Árpáddal és Csepregi Jánossal) – Scolar, 2021
- Jaj, ne már! – mondta a hal – Pagony, 2022
- Mindenki mászkál – Pagony, 2023

#### Egy kupac kuflisorozat – Pagony, 2013-2025
- Egy kupac kufli 2013
- A kuflik és a nagy eső  2014
- Szerintem mindenki legyen kufli!  2015
- Jó éjszakát, kuflik! 2015
- Kuflik a hóban 2016
- A kuflik és a mohamanyi 2017
- Kuflik a láthatatlan réten 2017
- A világ első kuflizenekara 2017
- Tengerre, kuflik! 2018
- A kuflik és a szélposta 2018
- Kuflik a föld alatt 2019
- A kuflik és a pofavágóverseny 2019
- A kuflik és a máshogyoszkóp 2019
- Pofánka és a szőrmöncök (lapozó) 2019
- Merre jártok, kuflik? 2020
- Fityirc és a felhő (lapozó) 2020
- A kuflik és az elveszett folt 2020
- A kuflik és a furcsa árnyék 2021
- Bélabá és a szökevény kalap (lapozó) 2021
- A kuflik és az Akármi 2021
- A kuflik és a vándorkaktusz 2022
- A kuflik és a puffpuding  2022
- Kiránduló kuflik 2023
- A kuflik és a lámpigyók 2025

### Illusztrátorként
- Harcos Bálint: A Tigris és a Motyó – Pozsonyi Pagony, 2015
- Mandl Péter: Kiskobold és a szőrös idegen – Cerkabella, 2015
- Mandl Péter: Kiskobold és a párnafosztogatók – Cerkabella, 2015
- Győri Borbála-Szamarasz Vera: Nézd, ez én vagyok! –  Csimota, 2016
- Harcos Bálint: A csupaszín oroszlán – Pozsonyi Pagony, 2016
- Annie MG. Schmidt: Viplala – Pozsonyi Pagony, 2016
- Annie MG. Schmidt: Viplala varázsol – Pozsonyi Pagony, 2017
- Sylvia Plath: A mindegy-öltöny – Pozsonyi Pagony, 2019

## Díjai
- Szép Magyar Könyv-díj 2013: Kicsibácsi és Kicsinéni (meg az Imikém)
- Év Gyerekkönyve Díj 2014 (Az év legeredetibb könyve): Mit keresett Jakab az ágy alatt (és mi történt ott vele?)
- Szép Magyar Könyv-díj 2017 – EMMI alkotói különdíj: És most elmondom, hogyan lifteztem
- Év Gyerekkönyve Díj 2017 (illusztráció kategória): És most elmondom, hogyan lifteztem
- Szép Magyar Könyv Díj 2018: A nyúlformájú kutya
- Év Gyerekkönyve Díj 2021 (író kategória) : A kuflik és az elveszett folt
- Év Gyerekkönyve Díj 2021 (diákzsűri díja): Nincs itt semmi látnivaló!
- Év Ifjúsági Könyve Díj 2022: Jaj, ne már! – mondta a hal

## Vélemények, kritikák
margofeszt.hu
„Mert milyen is a dánielandrásos világ, amiért kicsik és nagyok egyaránt rajonganak?  Találunk benne iróniát, groteszket éppúgy, mint teljesen hétköznapi dolgokat. Különös karaktereket, akik mégis egytől egyig nagyon ismerősek. Tréfás nyelvi játékokat és a legtisztább
mondatokat, amelyekben nincs semmi sallang. Kiszámítható történeteket, amelyeken mégis mindig meglepődünk.”
Kucska Zsuzsanna méltatása szerint:
"Dániel András egész kis világot teremtett a kuflikkal, ezekkel a bumfordian aranyos és humoros lényekkel. Köteteit olvasva, nézegetve kuncoghatunk, nevethetünk és beszélgethetünk. Ez a kötet mesekönyv, böngészőkönyv, interaktív képeskönyv, vicces is, szórakoztató
is, fantáziadús, eredeti könyv."
pagony.hu
"Az illusztráció nagyon is gondos, és a könyv nem bízza a véletlenre, hogy ezt észrevegyük…a feladatoknak köszönhetően sokkal tüzetesebben megvizsgáljuk a képeket."
" …egy sziporkázó könyv arról, hogyan olvasunk (alkotunk újra magunkban) egy-egy történetet, és hogyan hatnak ránk a képek.
A végére már csak Nyálgyula marad talánynak, aki „egy ijesztő, ám láthatatlan mosoly”. Nincs mese, őt nekünk magunknak kell elképzelnünk."
gyermekirodalom.hu
"Dániel András igazából felülmúlhatatlan Kicsibácsi és Kicsinénijével lopta bele magát a családi szívbe. Azt a szintet persze nehéz újra megugrani, de a Jakabos könyv nagy erénye, hogy nem is próbál új Kicsibácsi lenni. Teljesen más világ, de legalább olyan
szórakoztató szereplők (például Klárika, a billenős teherautó), és ilyen csodálatos mondatok: „Szerencsére a félelem, a bátorsághoz hasonlóan, kis helyen is elfér."
igyic.hu,Dávid Ádám-szabadúszó szerkesztő
"Dániel András teljes munkásságát nagyra becsülöm. Különösen a Mit keresett Jakab az ágy alatt? műfaji kavalkádja nyűgözött le, hiszen a fordulatos mese egyben böngésző, interaktív foglalkoztató, de van benne zseniális reklámblokk is eszement rímekkel és furábbnál
furább lények, akik jól megférnek egymás mellett az ágy alatti univerzumban….Remélem, András még nagyon sokáig nem fog kifogyni az eszement ötletekből!"
igyic.hu, Nagy Gabriella Ágnes-író
"Mióta Dániel András gyerekkönyveket ír és illusztrál, azaz egészen pontosan 2012 óta, sorra kerülnek ki a keze alól abszurd humorral megírt, egyre groteszkebb hangvételű művek, amelyekben sajátos, egyéni hangot üt meg.
Korábban a Kicsibácsi és Kicsinéni, valamint A nyúlformájú kutya című kötetei Szép Magyar Könyv-díjat kaptak, a Mit keresett Jakab az ágy alatt? HUBBY Év Gyerekkönyve-díjas lett, tehát mára tagadhatatlanul jelentős gyerekkönyvszerzővé vált."